# Vincent Piazza

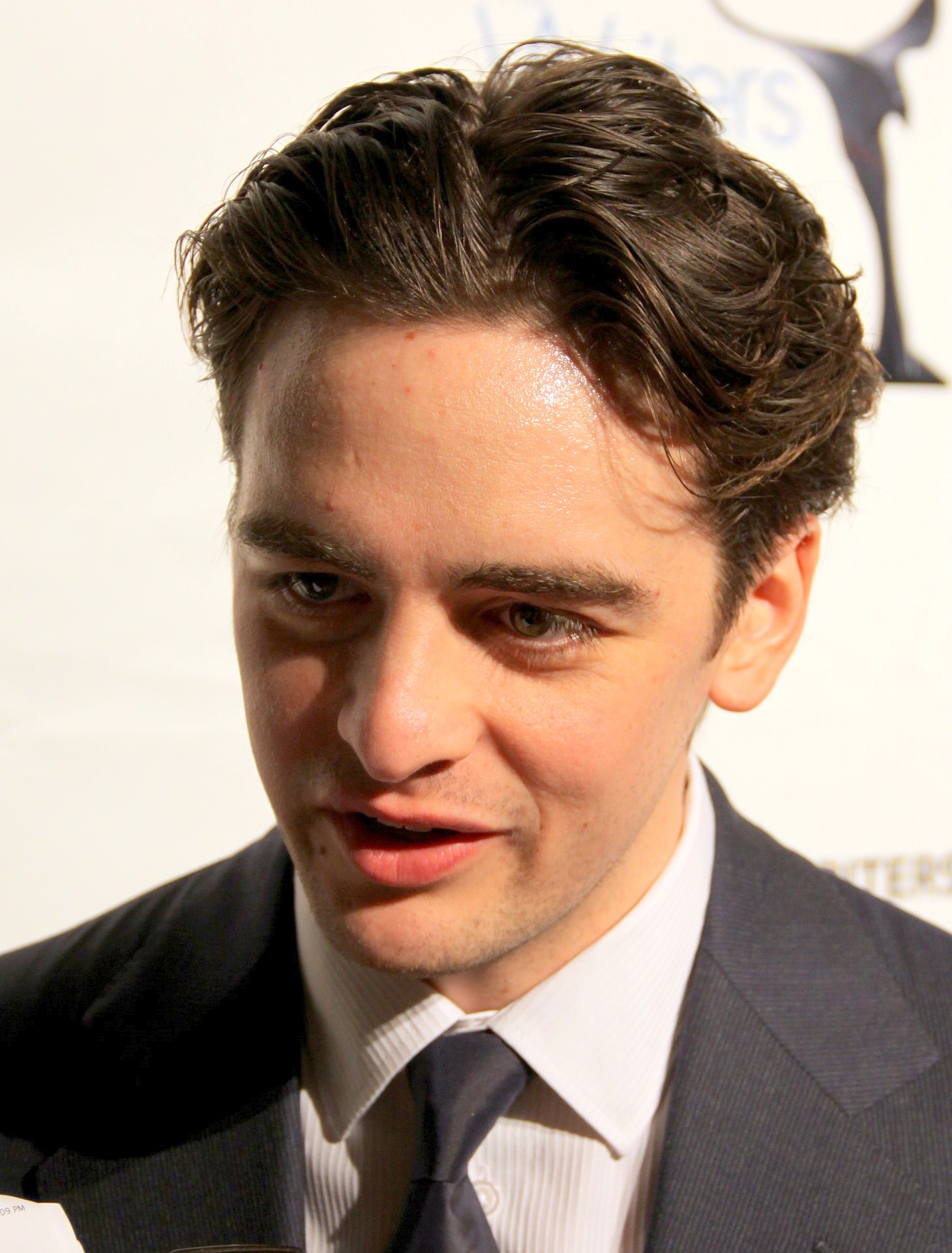
Vincent Piazza in 2011

Vincent Francis Piazza (Queens (New York), 25 mei 1976) is een Amerikaans acteur.

## Biografie
Piazza werd geboren in de borough Queens van New York, en heeft gestudeerd aan de Villanova-universiteit in Radnor Township. Op deze universiteit was hij actief als ijshockeyspeler, omdat hij last kreeg van een terugkerende schouderblessure besloot hij om te stoppen met ijshockey. Hierop besloot hij om te gaan acteren en nam les in acteren en speelde rollen in off-Broadway theaters.

## Filmografie

### Films
Uitgezonderd korte films.
- 2020 Centigrade - als Matt
- 2017 Never Here - als Andy Williams
- 2017 The Girl Who Invented Kissing - als Jimmy
- 2016 The Intervention - als Peter
- 2015 Surviving Me: The Nine Circles of Sophie - als Jimmy
- 2015 The Wannabe - als Thomas
- 2014 Jersey Boys - als Tommy DeVito
- 2014 3 Nights in the Desert - als Barry
- 2010 Polish Bar – als Reuben
- 2008 Boys Briefs 5: Schoolboys – als Cam
- 2008 Assassination of a High School President – als Ricky Delacruz
- 2008 Blue Blood – als Bobby Moran
- 2007 Tie a Yellow Ribbon – als Ed
- 2007 Goodbye Baby – als Dominick
- 2007 Rocket Science – als Earl Hefner
- 2006 The Dawn – als Scott
- 2006 Stephanie Daley – als Jeff

### Televisieseries
Uitgezonderd eenmalige gastrollen.
- 2022-2024 Tulsa King - als Vince Antonacci - 19 afl.
- 2024 Batman: Caped Crusader - als Tony Zito (stem) - 2 afl.
- 2021 Pacific Rim - als Joel (stem) - 2 afl.
- 2019 The Passage - als Clark Richards - 10 afl.
- 2010-2014 Boardwalk Empire – als Lucky Luciano – 39 afl.
- 2007 Rescue Me – als Tony – 6 afl.
- 2006-2007 The Sopranos – als Hernan O'Brien – 3 afl.

- International Standard Name Identifier: 0000 0000 5103 2281
- Library of Congress Control Number: no2008185393
- Nationale Bibliotheek van Tsjechië: xx0189590
- Nationale Bibliotheek van Israël: 987007363508505171
- Système universitaire de documentation: 182819965
- Virtual International Authority File: 26897175
- WorldCat: E39PBJpTXT8WT8xrCvwh46yDbd